# Romualdo Hill
Romualdo Hill est une colline de l’État d'Angaur aux Palaos.

## Géographie
Située au sud-ouest du Bowl, une dépression dans le Nord-Ouest de l'île d'Angaur, elle atteint 45 mètres d'altitude.

## Géologie
La colline est formée dans du calcaire corallien composé de fragments de corail, de sable et de matériaux fins agglomérés.